# Carl Jäger (Architekt)
Carl Jäger (* 1868 in Grimma; † 27. November 1961) war ein deutscher Architekt, der vor allem in München tätig war.

## Leben

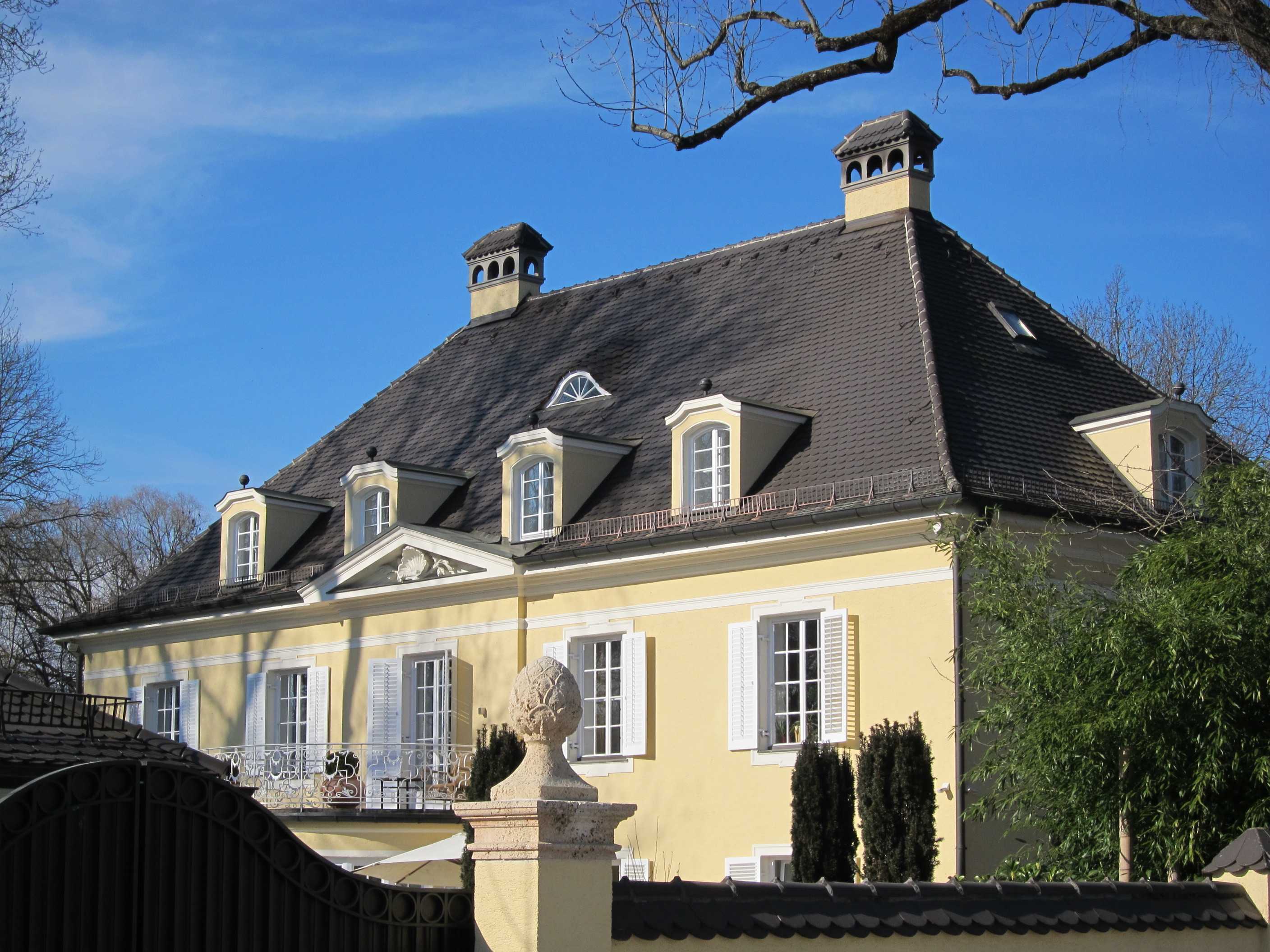
Villa in der Pienzenauerstraße 53 in München

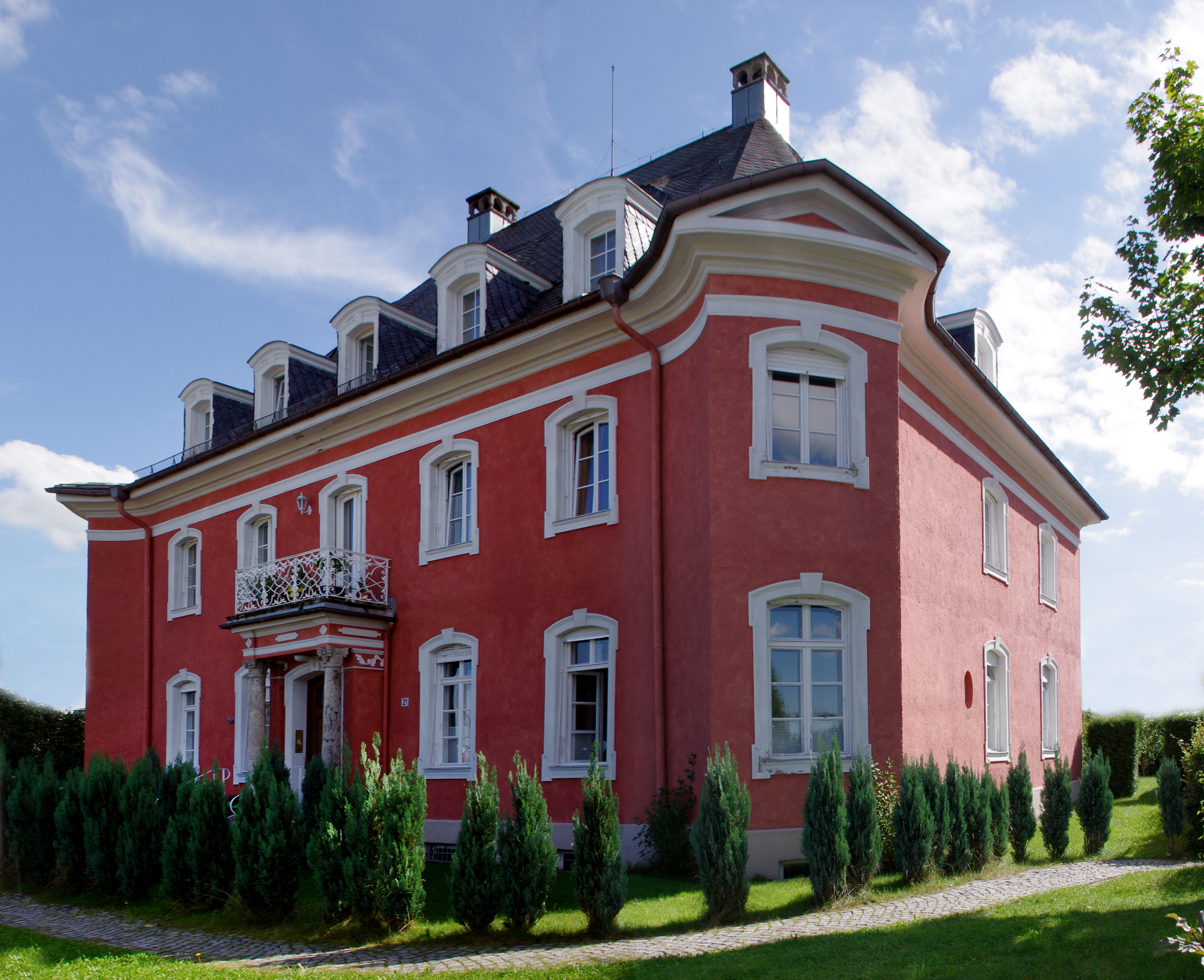
Villa Äußere Rosenheimer Straße 21 in Traunstein

Nach Studien- und ersten Berufsjahren als Architekt trat Carl Jäger im Jahr 1900 in das Architekturbüro von Martin Dülfer in München ein. Dort wurde er mit dem Projekt Herzogpark beauftragt. Aus dieser Zeit datierte eine lange Zusammenarbeit und Freundschaft mit Paul Ludwig Troost, dem Büroleiter Dülfers, der später Interieurs für Jägers Villen entwarf, bevor er ein bevorzugter Architekt Hitlers wurde. 
Carl Jäger reichte 1906 zusammen mit Troost unter dem Kennwort „Deutsches Museum“ einen Entwurf für den Neubau des Deutschen Museums ein, wofür beiden Architekten ein Preisgeld in Höhe von 7.500 ℳ (entspricht heute etwa 56.000 EUR) zugesprochen wurde.
Einige Jahre später machte sich Jäger selbstständig und wohnte, verheiratet mit Dorothea Freiin von Krüdener, in der Kaulbachstraße, wo 1903 die Tochter Elisabeth geboren wurde. Sie heiratete den Maler Eugen Croissant. 
Nach dem Tod seiner Frau im Jahr 1915 heiratete Carl Jäger 1916 deren Freundin Helene von Kiel, mit der er zwei Töchter hatte. 1917 wurde Jäger mit dem Titel eines königlichen Professors geehrt. 
In den 1920er Jahren hatte Jäger ein Atelier im Palais Leuchtenberg zusammen mit seinem Kollegen Franz Prettner.

## Bauwerke (Auswahl)
in München:
- 1900er Jahre: Häusergruppe Pienzenauerstraße 22/22a/24
- 1904: Wohnhaus Adalbertstraße 108
- 1907/08: Villa, Kolbergerstraße 16
- um 1910: Villa Woerner, Mauerkircherstraße 48
- 1913: Villa, Heinrich-Vogl-Straße 17
- 1921: Verwaltungsgebäude, Mauerkircherstraße 31
- 1922: Villa, Heinrich-Vogl-Straße 11
- 1922/23: Villa Larisch, Gabriel-von-Seidl-Straße 41a, mit Peter Birkenholz
- 1924: Villa Willers, Pienzenauerstraße 53
- Haus Münzing, Newtonstraße 3
- Haus Rudolf Weigmann, Denninger Straße

weitere Bauwerke:
- 1914–22: Evangelisch-lutherische Pfarrkirche St. Johannis in Bechhofen
- 1920–24: Kraftwerk Aufkirchen in Notzing
- 1923/24: Villa Äußere Rosenheimer Straße 21 in Traunstein
- 1925: Katholische Pfarrkirche St. Jakobus d. Ä. in Elbersroth, Stadt Herrieden